# Euryphura
Euryphura är ett släkte av fjärilar. Euryphura ingår i familjen praktfjärilar.

## Bildgalleri

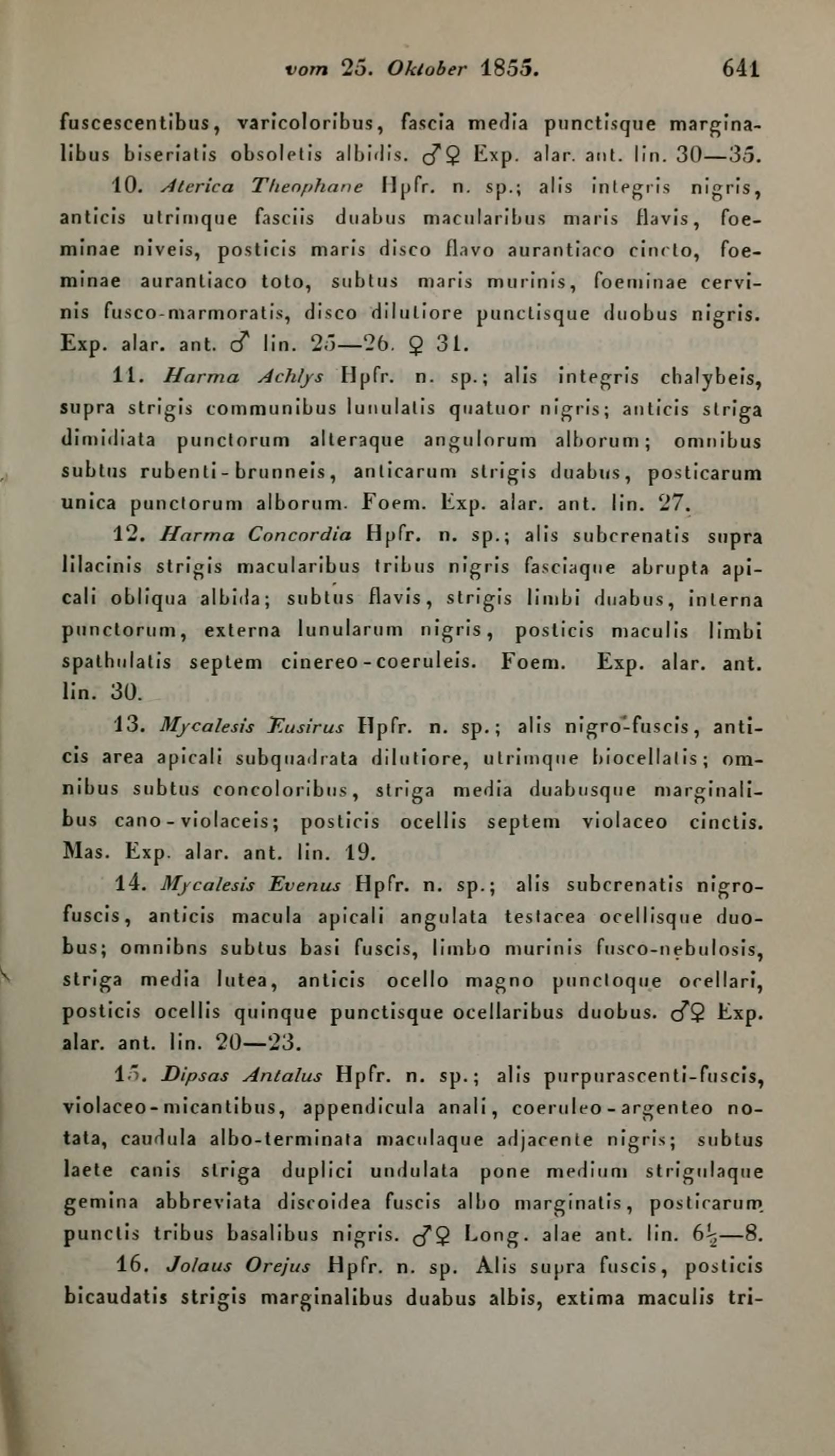
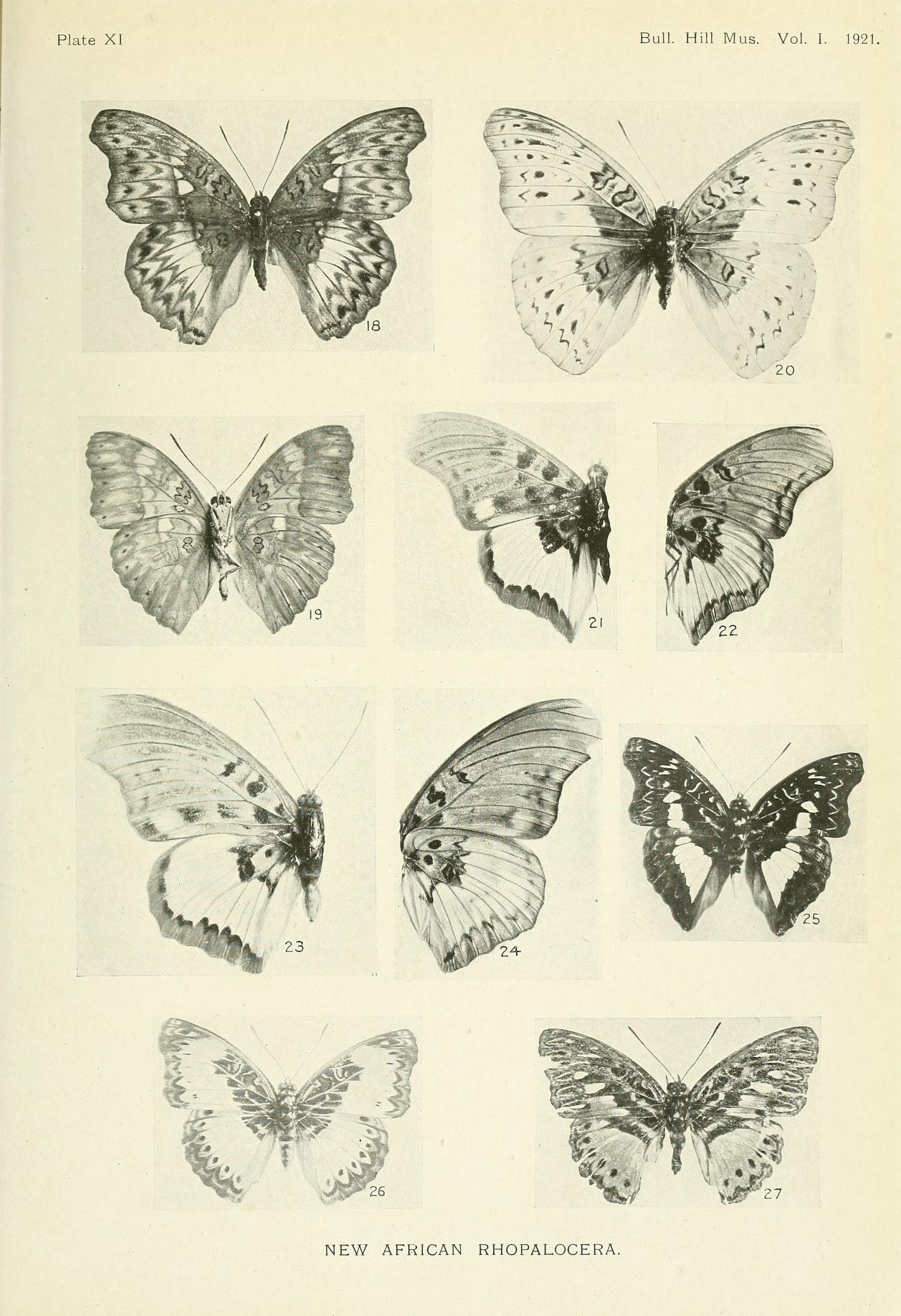
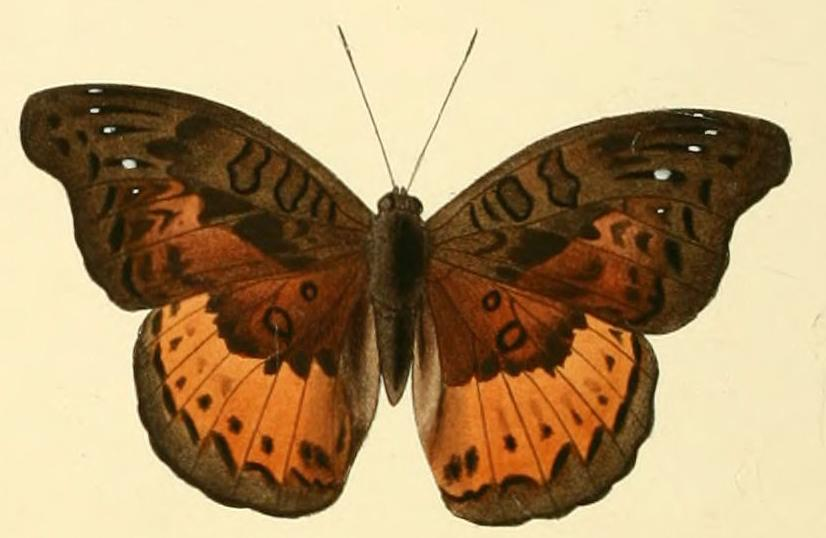
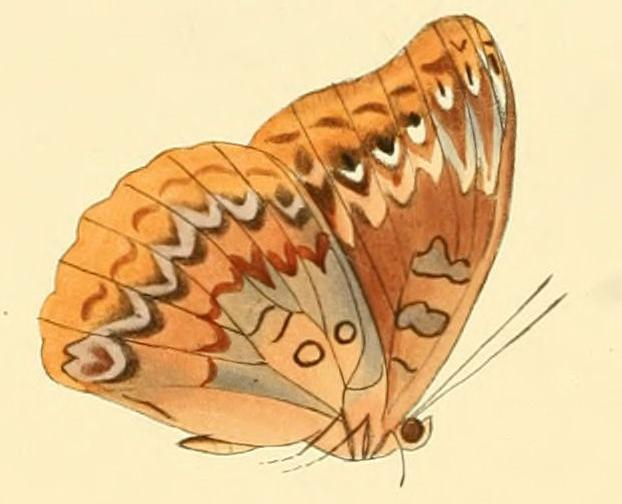
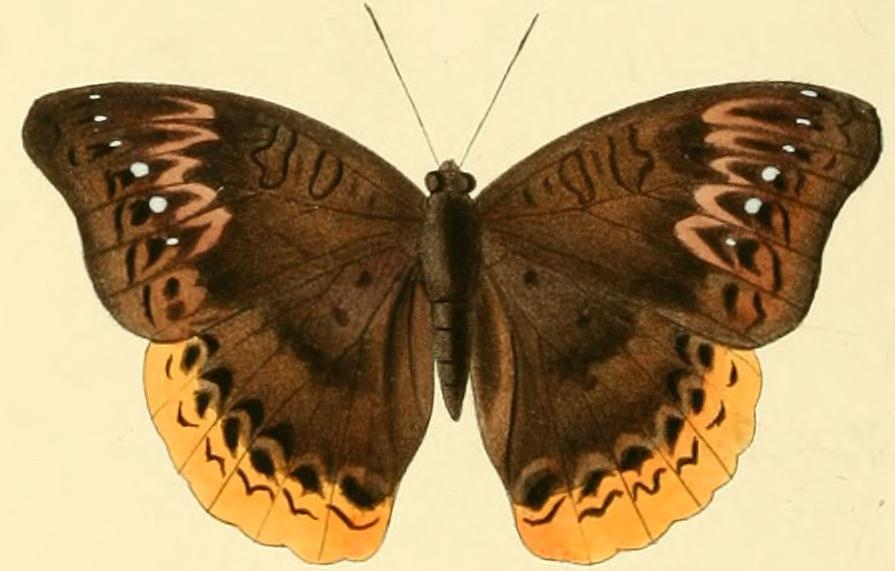
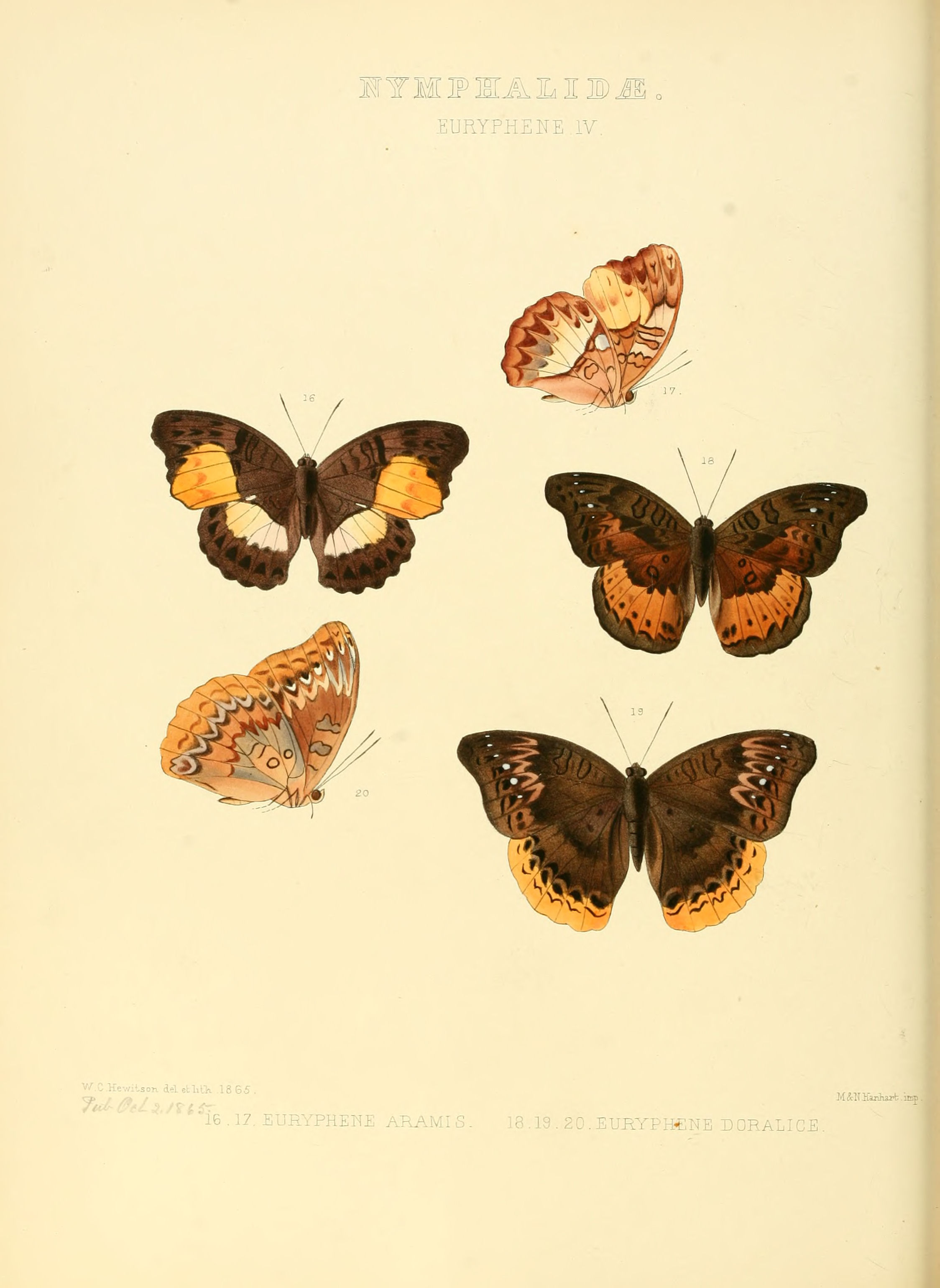

## Dottertaxa tillEuryphura, i alfabetisk ordning[1]
- Euryphura achlys
- Euryphura albimargo
- Euryphura albofasciata
- Euryphura albula
- Euryphura athymoides
- Euryphura aurantiaca
- Euryphura aurimarginata
- Euryphura bicolor
- Euryphura chalcis
- Euryphura claudianus
- Euryphura conformis
- Euryphura congoensis
- Euryphura doralice
- Euryphura euthalioides
- Euryphura fulminea
- Euryphura grassei
- Euryphura isuka
- Euryphura ithako
- Euryphura lisidora
- Euryphura neoalbofasciata
- Euryphura neoathymoides
- Euryphura neooliva
- Euryphura nobilis
- Euryphura ochracea
- Euryphura oliva
- Euryphura plautilla
- Euryphura porphyrion
- Euryphura togoensis
- Euryphura vansomereni
- Euryphura versicolora